# Alesso di Benozzo

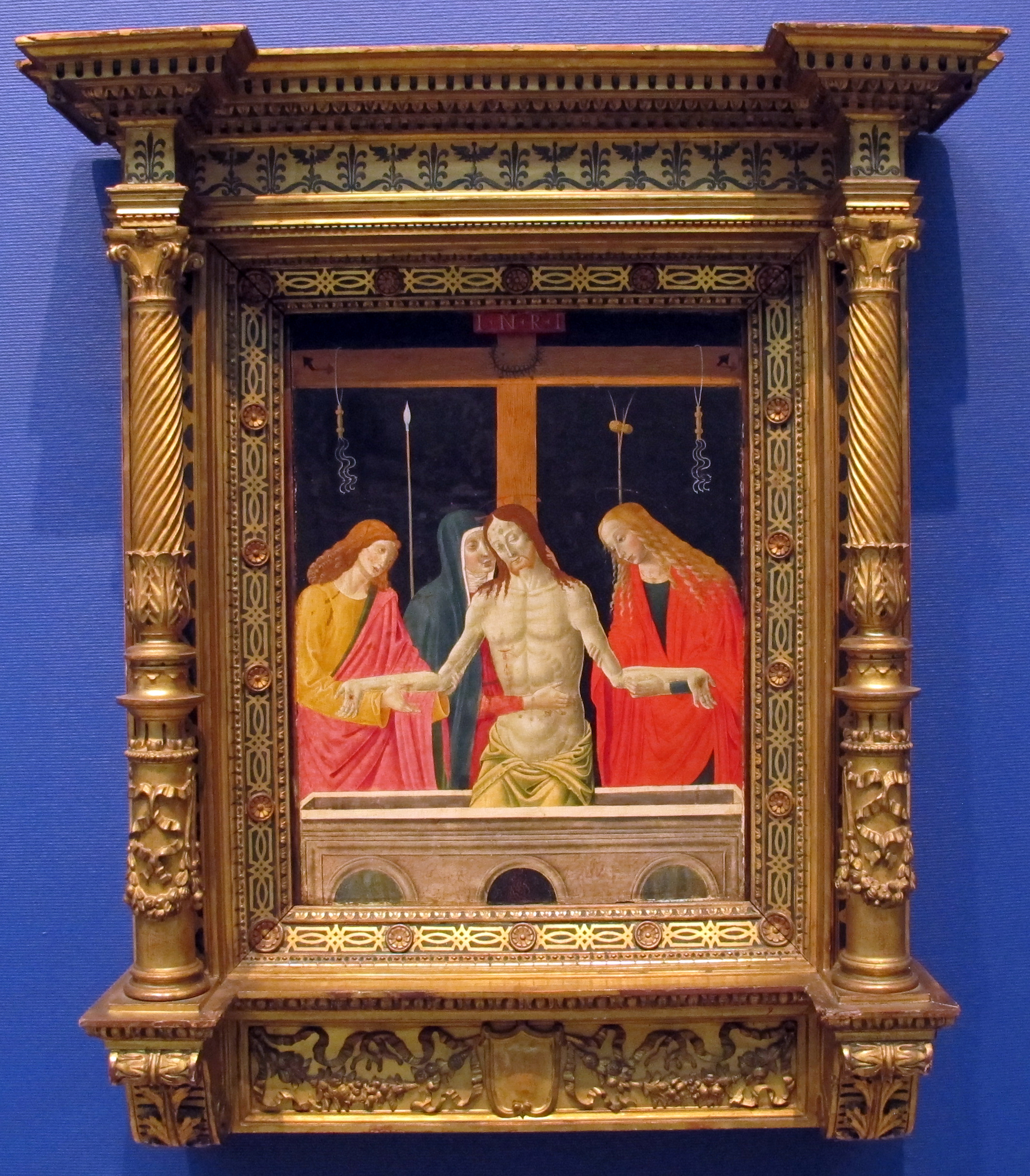
L'Homme de douleurs, début des années 1500. Musée d'Arte et d'Histoire, Genève.

Alesso di Benozzo également connu sous le nom d'Alesso Gozzoli (né à Florence en 1473  et mort en 1528), est un  peintre italien de la Renaissance.

## Biographie
Alesso di Benozzo est né à Pise en 1473 et a commencé sa carrière comme assistant de son père, le peintre florentin Benozzo Gozzoli. En 1492, il signe avec son père et son frère Francesco le Tabernacle de la Visitation (Musée Benozzo Gozzoli, Castelfiorentino). En raison de leurs styles similaires, les contributions de chaque peintre  sont difficiles à distinguer. L'historienne de l'art Anna Padoa Rizzo suggéré que les figures les plus raffinées et les plus élégantes sont d'Alesso et que les passages les plus grossiers sont de Francesco, moins renommé. Padoa Rizzo identifie  Alesso comme l'artiste anonyme  connu sous  nom  de « Maestro Esiguo », nommé par Roberto Longhi en référence aux figures maigres et exiguës du peintre et le « Alunno di Benozzo », littéralement le « élève de Benozzo », surnom inventé par Bernard Berenson. Ses œuvres sont également attribuées  à Amedeo Laini, dit Amedeo da Pistoia.
Bien que considéré comme un « peintre  mineur », Alesso est membre de la confrérie des peintres de Florence, la Compagnia di San Luca. De 1495 à 1497, avec ses frères, il entreprend de terminer la Maestà peinte à fresque dans le Palazzo Comunale de Pistoia, que leur père laissa inachevée à sa mort en 1497. Il peint des tableaux de dévotion à petite échelle, souvent des Vierge à l'Enfant ou des scènes de la Passion du Christ et de la vie de la Vierge Marie.

## Œuvres
- Annonciation à New York (Metropolitan Museum of Art)[5].
- Crucifixion à Boston (Musée Isabella-Stewart-Gardner)[6].
- La Déposition du Christ à Tulsa (Philbrook Museum of Art)[7].
- Deux panneaux similaires de l'Homme de douleurs à Princeton (Musée d'Art de l'université de Princeton)[8] et à Genève (Musée d'Art et d'Histoire).
- Des retables, comme la Visitation à Castelfiorentino (Museo di Santa Verdiana) et la Vierge à l'Enfant avec quatre saints à Florence (Loggia del Bigallo).
- Un retable à plus petite échelle au Zimmerli Art Museum de l'Université Rutgers[9].

Les œuvres d'Alesso ont pour la plupart été identifiées par l'historien de l'art Bernard Berenson.